# Łubowo (gmina)
Pour les articles homonymes, voir Lubowo.
Łubowo est une gmina rurale du powiat de Gniezno, Grande-Pologne, dans le centre-ouest de la Pologne. Son siège est le village de Łubowo, qui se situe environ 11 km à l'ouest de Gniezno et 39 km à l'est de la capitale régionale Poznań.
La gmina couvre une superficie de 113,41 km2 pour une population de 6 427 habitants en 2016.

## Géographie

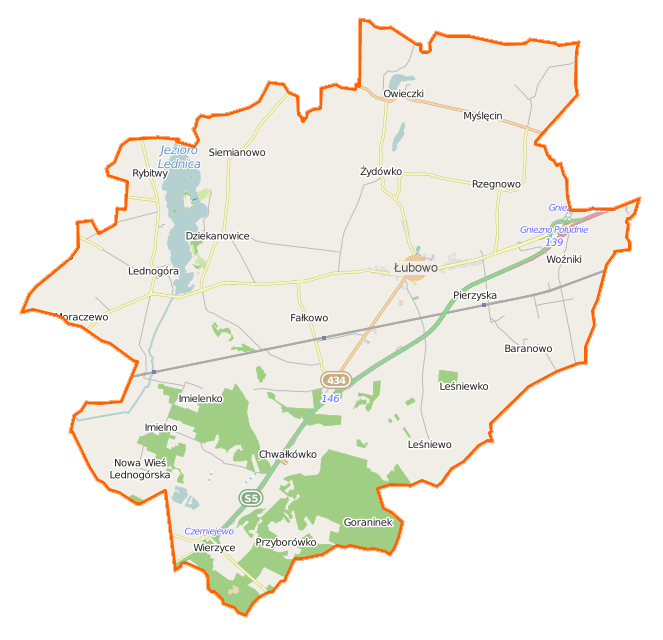
Plan de la gmina.

La gmina inclut les villages et les localités de :
- Baranowo
- Dziekanowice
- Fałkowo
- Imielenko
- Imielno
- Lednogóra
- Leśniewo
- Łubowo
- Moraczewo
- Myślęcin
- Owieczki
- Pierzyska
- Przyborowo
- Rybitwy
- Rzegnowo
- Siemianowo
- Strychowo
- Wierzyce
- Woźniki
- Żydówko

### Gminy voisines
La gmina de Łubowo est bordée des gminy de :
- Czerniejewo
- Gniezno
- Kiszkowo
- Kłecko
- Pobiedziska

## Structure du terrain
D'après les données de 2002, la superficie de la commune de Łubowo est de 113,41 km2, répartis comme tel :
- terres agricoles : 82 %
- forêts : 9 %

La commune représente 9,04 % de la superficie du powiat.

## Démographie
Données du 30 juin 2004 :
| Description        | Total  | Total | Femmes | Femmes | Hommes | Hommes |
| ------------------ | ------ | ----- | ------ | ------ | ------ | ------ |
| Unité              | Nombre | %     | Nombre | %      | Nombre | %      |
| population         | 5 271  | 100   | 2 655  | 50,4   | 2 616  | 49,6   |
| Densité (hab./km²) | 46,5   | 46,5  | 23,4   | 23,4   | 23,1   | 23,1   |